# 참드

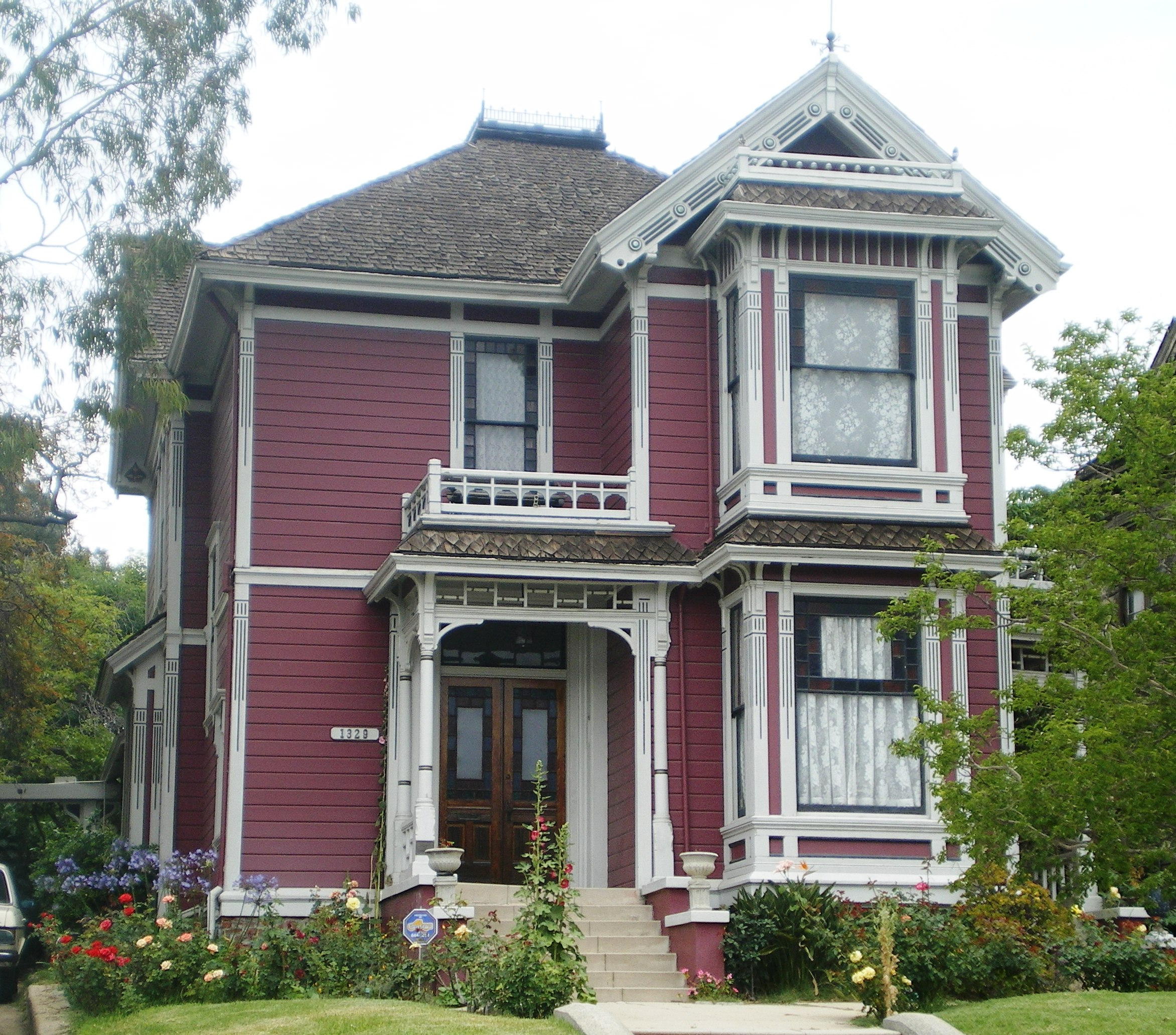

《참드》(Charmed)는 1998년 10월 7일부터 2006년 5월 21일까지 The WB에서 방영된 미국의 텔레비전 시리즈이다. 이 시리즈는 1998년에 작가 Constance M. Burge가 작성하였고 아론 스펠링과 그의 스펠링 텔레비전사가 브레드 컨 감독 하에 생산하였다.
현재까지 모두 8개의 시즌이 있으며, 대한민국에서는 채널동아를 통해 마법의 미녀 삼총사 시즌 X(여기서 X는 시즌 숫자)라는 이름으로 방영되었다.